# Amèle El Mahdi
Amèle El Mahdi, née en 1956 à Blida, est une professeure de mathématiques et écrivaine algérienne.

## Biographie
Professeure de mathématiques, Amèle El Mahdi a vécu dans plusieurs villes du sud algérien. Elle a collaboré avec le journal El Watan.

## Œuvres littéraires
- La Belle et le Poète, Alger, Casbah Éditions, 2012, 187 p.
- Yamsel fils de l’Ahaggar, Alger, Casbah Éditions, 2014, 275 p.
- Tin Hinan, ma reine, Alger, Casbah Éditions, 2014, 141 p.
- Les Belles Histoires de grand-mère, Alger, Casbah Éditions, 2015
- Sous le pavillon des raïs, Alger, Casbah Éditions, 2016
- Une odyssée africaine. Le drame de la migration clandestine, Alger Casbah Editions, 2018,172 p
- Quand les dunes chantaient Dâssine,Alger, Casbah Éditions, 2022, 230 p.
- Le sage d'Andalousie, Alger les Editions Dalimen, 2024
- Grand-mère raconte-moi une histoire, Alger, les Editions Dalimen, 2024, 221 p.

## Contributions
- Un ouvrage collectif, intitulé « HIZIYA MON AMOUR » avec des textes de 14 romanciers et poètes (Amar Achour, Nassira Belloula, Maïssa Bey, Aicha Bouabaci, Slimane Djouadi, Saléha Imekraz, Abdelmadjid Kaouah, Azzedine Menasra, Miloud Khaizar, Fouzia Laradi, Amèle El Mahdi, Arezki Metref, Lazhari Labter, Smail Yabrir) , Hibr Editions.
- Oasis, images d'hier,regards d'aujourd'hui . Ouvrage collectif soutenu par le programme d'aide à la publication de l'Institut Français d'Algérie. Chihab Editions, 2018.